# پی توکان
پی توکان یک ستاره است که در صورت فلکی توکان قرار دارد.